# Nokia N70
Nokia N70— четырёхдиапазонный мультимедийный 3G-смартфон фирмы Nokia, выпущенный в 3 квартале 2005 года. Этот смартфон — один из первых представителей Nseries. Nokia N70 был выпущен одновременно с Nokia N90, Nokia N91 и Nokia 6230i.

## Возможности
Nokia N70 (Модель N70-1) — одна из первых представителей модельного ряда Nseries. Она оснащена встроенной 2-мегапиксельной камерой со встроенной вспышкой, лицевой VGA камерой для видеозвонков, FM-радиоприёмник, Bluetooth 2.0, музыкальным плеером, поддержкой Java-игр и другого ПО для S60 2nd Edition.
Телефон использует операционную систему Symbian 8.1a.

## Модификации

### Nokia N70 Music Edition

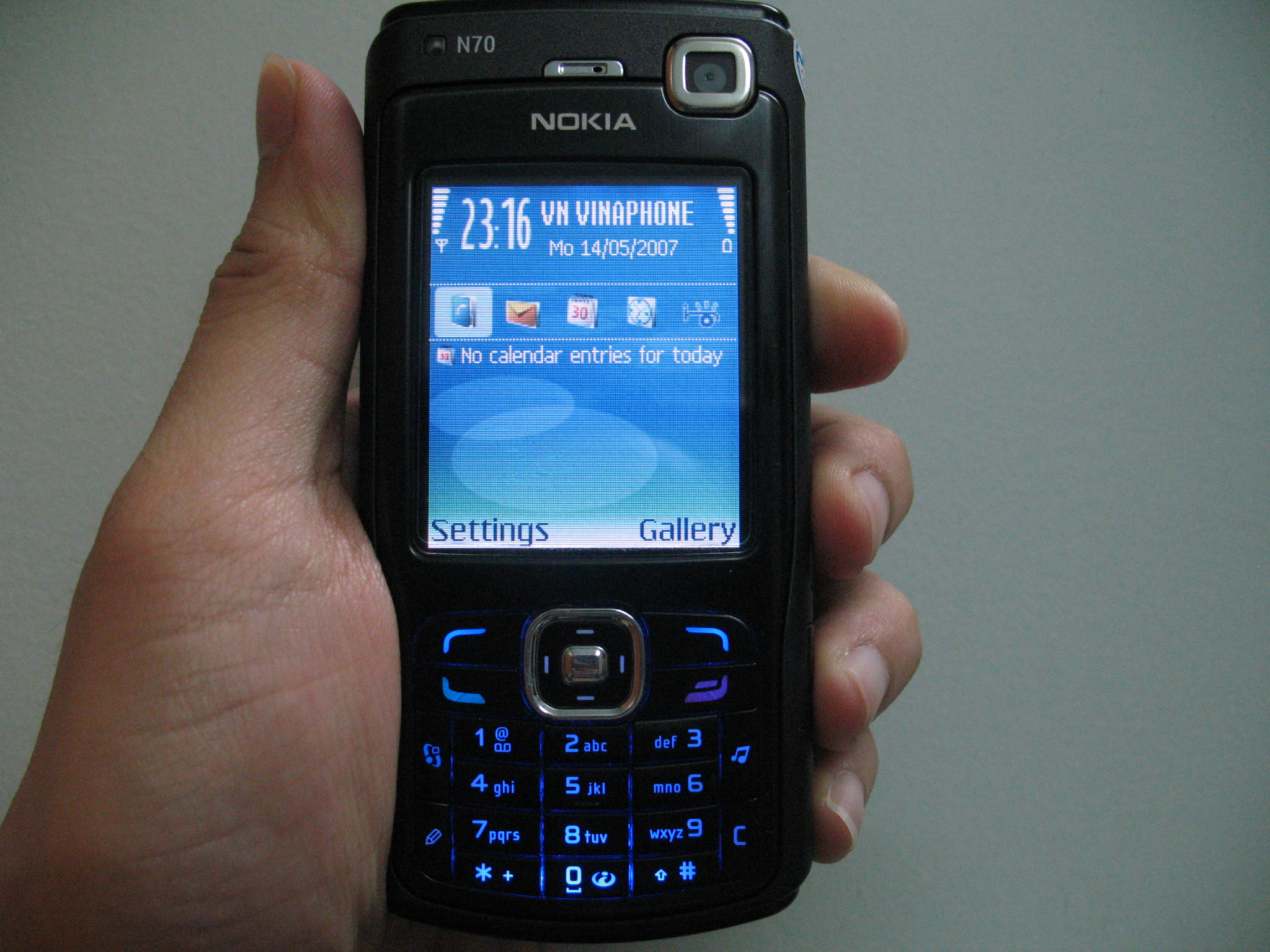
N70 ME

Вышла в 2006 году, внешне отличалась только корпусом чёрного цвета. Комплект поставки включал карту памяти емкостью 1 ГБ, аудиоадаптер 3,5 мм с пультом дистанционного управления (AD-41) и наушники (HS-28). Также в модификации была специальная кнопка музыки (MP3-плеер, FM-радио) вместо кнопки мультимедийного ключа. В Music Edition также представлены новые темы: окрашенные в зеленый цвет, называемые Stave, и окрашенные в красный цвет, называемые Waveform. Улучшены динамики и музыкальный интерфейс телефона.

### Nokia N70 Game Edition
Версия только для России и Украины, выпущенная в 2007 году. Отличалась несколькими предустановленными играми на карте памяти, которая была в комплекте поставки. Список игр был таков: Asphalt 2: Urban GT, Real Football 3D 2006, Midnight Pool, Massive Snowboarding и Midnight Bowling.

### Nokia N70-5

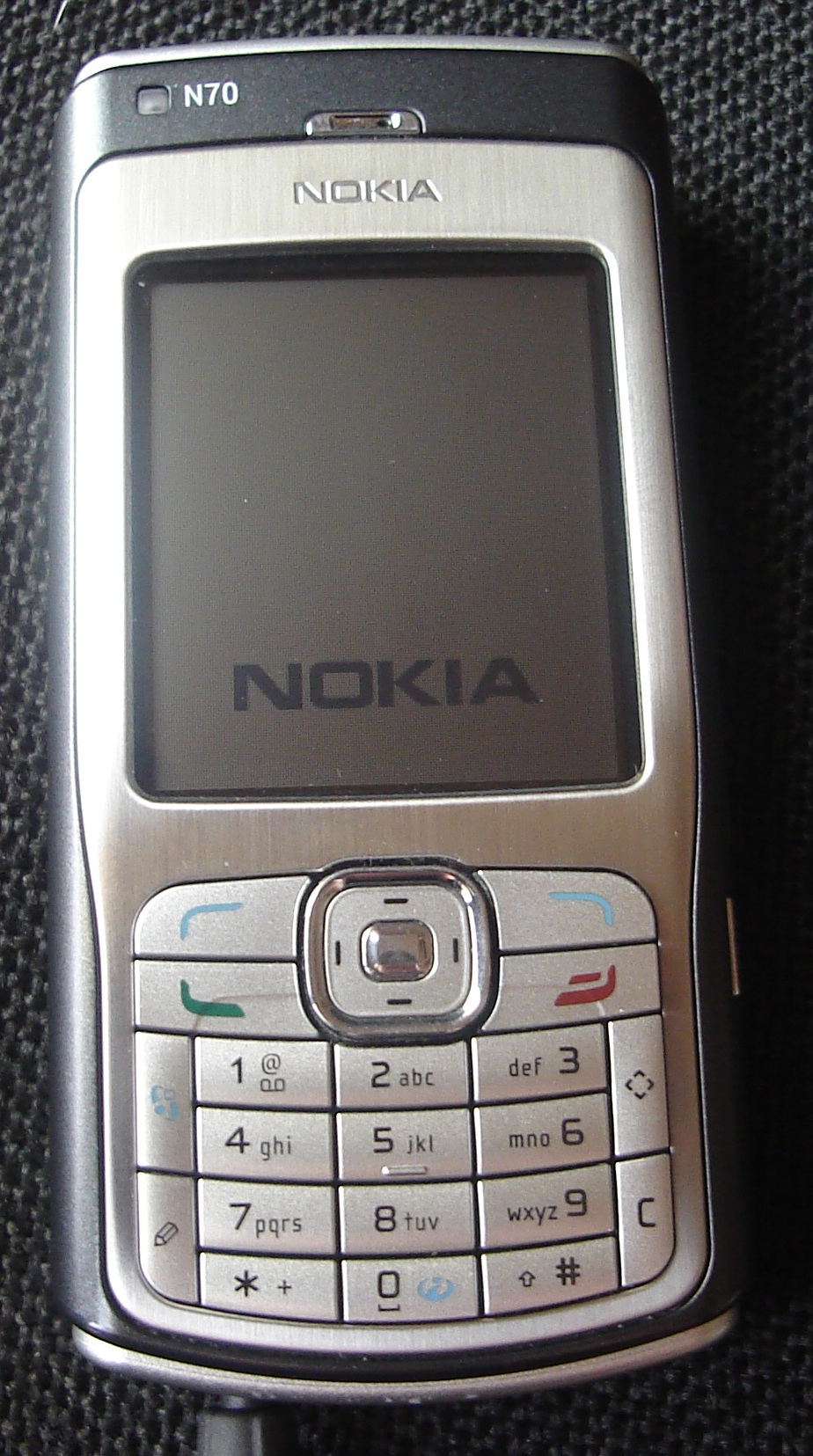
Nokia N70-5

N70-5 является вариантом N70 без 3G и фронтальной камеры. Она поставлялась в Китай, Мексику и в Восточную Европу и представляла собой более дешевый вариант основной модели для пользователей, у которых не работала 3G-сеть или они не нуждались в услугах 3G.

## Технические характеристики
- Процессор — Texas Instruments OMAP 1710, 220 МГц
- Экран — диагональю 2,1 дюйма, типа TN TFT, матрица с разрешением в 176х208 пикселей
- Память — под данные свободно ≈ 20 МБ, в комплекте есть карта памяти формата DV RC-MMC объёмом 64 МБ
- Основная камера на 2,0 МП с разрешением фото в 1600х1200 пикс.
- Передняя камера на 0,3 МП с разрешением фото в 640х480 пикс.
- Аккумулятор на 1020 мА*ч, 3,7 В, модель BL-5C